# Дніпро-ВДМ
Дніпро-ВДМ — провідне[джерело?] українське державне підприємство з переробки брухту та відходів (зокрема, шламів), що містять дорогоцінні метали.
Утворене в 1990-х роках. Перша продукція одержана в 1994 році. Щорічно переробляє до 1500 т сировини, виготовляє золоті та срібні зливки чистотою до 99,99%. Вилучає мідь, здійснює афінаж рудного та ювелірного золота, виділяє з шламів платину та паладій.
Адреса: вул. Криворізька, 1, 49008 Дніпропетровськ, Україна.